# 天堂 (犹他州)
天堂（英語：Paradise）是美国犹他州卡什县下属的一座城鎮。建鎮于1860年，面积大约为1.29平方英里（3.3平方公里），海拔约为4,902英尺（1,494米）。根据2010年美国人口普查，该鎮有人口904人。